# Capo Catoche
Capo Catoche (Cabo Catoche in spagnolo) è il punto più settentrionale della penisola dello Yucatán nel Quintana Roo in Messico.

## Geografia
Il capo è situato nel comune di Isla Mujeres a circa 53 chilometri a nord della città di Cancún.